# Newcastle upon Tyne
Newcastle upon Tyne (tiếng Việt: Newcastle trên sông Tyne, thường gọi tắt Newcastle) là một thành phố và đô thị tự quản của Tyne và Wear, ở Đông Bắc nước Anh. Trước kia Newcastle từng thuộc Northumberland. Nằm trên bờ bắc của sông Tyne, thành phố nằm trong khu vực từng là khu định cư La Mã Pons Aelius, nó được đặt tên theo tòa lâu đài được xây dựng năm 1080 bởi Robert II, Công tước của Normandy, là con trai cả của William kẻ chinh phạt. Thành phố phát triển thành một trung tâm quan trọng về mua bán len và sau này trở thành một khu vực khai thác than lớn. Cảng thành phố phát triển trong thế kỷ 16 và cùng với nhà máy đóng tàu ở hạ lưu sông, là một trong số các xưởng đóng tàu thủy và sửa tàu lớn nhất thế giới. Các ngành công nghiệp trải qua sự suy giảm nghiêm trọng và đóng cửa và thành phố ngày nay phần lớn là một trung tâm kinh doanh và văn hóa, với một danh tiếng đặc biệt cho cuộc sống về đêm. Các biểu tượng nổi tiếng của Newcastle là Newcastle Brown Ale, một thương hiệu bia hàng đầu, Newcastle United F.C., một đội bóng đang chơi tại giải Ngoại hạng Anh, và cầu Tyne. Thành phố còn là nơi tổ chức giải marathon Great North Run kể từ năm 1981.
Đây là thành phố có dân cư đô thị đông thứ 20 ở Anh, vùng đô thị Tyneside bao gồm cả Newcastle, là khu vực đô thị đông dân thứ 6 ở Vương quốc Anh. Newcastle là thành viên của nhóm các thành phố cốt lõi Anh và Gateshead nằm trong mạng lưới Eurocities.